# Колиба страха 2: Пролећна грозница
Колиба у шуми 2: Пролећна грозница (енгл. Cabin Fever 2: Spring Fever) амерички је хорор филм са елементима црне комедије из 2009. године, редитеља Таја Веста, са Ноом Сејганом, Алекси Васер, Растијем Келијем, Марком Сентером и Ђузепеом Ендрузом у главним улогама.  Представља директан наставак филма Колиба страха (2002) редитеља Илаја Рота. У овом делу, опасни вирус се шири са прославе средњошколске матуре по читавом граду.
Ђузепе Ендруз се вратио у улогу заменика шерифа Винстона, а Рајдер Стронг у улогу Пола. Њих двојица су једини чланови глумачке поставе који су се вратили из првог дела. Снимање је завршено у априлу 2007. Филм је премијерно приказан 23. септембра 2009, у дистрибуцији продукцијске куће Лајонсгејт. Добио је веома негативне оцене критичара и публике, која га је на сајту Ротен томејтоуз оценила са 16%.
Године 2014. снимљен је филм Колиба страха 3: Нулти пацијент, који је преднаставак прва два дела.

## Радња
Након догађаја из претходног дела, заражени Пол устаје из потока где га је бацио заменик шерифа Винстон и успева да стигне до пута, али га моментално прегази школски аутобус. Опасна зараза се шири на прослави средњошколске матуре, а група пријатеља покушава да побегне из града...

## Улоге
| Глумац          | Улога                  |
| --------------- | ---------------------- |
| Ноа Сејган      | Џон                    |
| Расти Кели      | Алекс                  |
| Алекси Васер    | Кејси                  |
| Ђузепе Ендруз   | заменик шерифа Винстон |
| Реган Дил       | Лиз Грилингтон         |
| Марк Сентер     | Марк                   |
| Мајкл Боуен     | директор Синклер       |
| Линдзи Акселсон | Сенди                  |
| Аманда Џелкс    | Фредерика              |
| Џуда Фридландер | Тоби                   |
| Рајдер Стронг   | Пол                    |
| Марк Борхарт    | Херман                 |
| Лари Фесенден   | Бил                    |